# Рамолино, Мария Летиция

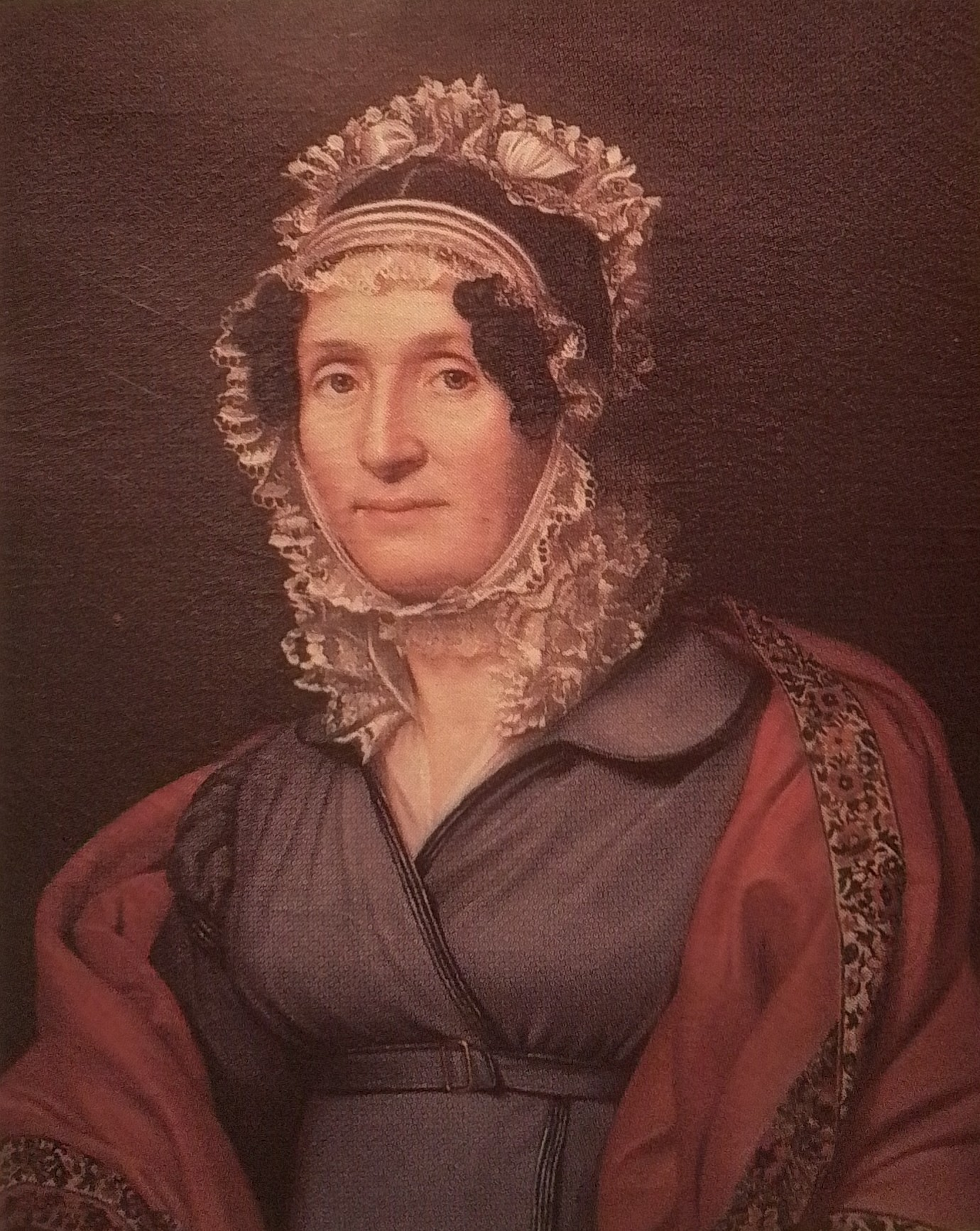
Мадам Мере, 1811

Мари́я Лети́ция Рамоли́но (Maria Letizia Ramolino, 24 августа 1750, Аяччо — 2 февраля 1836, Рим) — мать Наполеона I Бонапарта, носившая титул «Мадам Мать Императора».

## Биография
Мария Летиция была дочерью Жана Жерома Рамолино (1723—1755), капитана в армии Генуэзской республики, генерального инспектора мостов и дорог на Корсике, и Анжелы Марии Пьетра-Санта (1725—1790) из благородного семейства генуэзского происхождения. Семья Летиции была состоятельной. Ее приданое включало «печь для обжига и примыкающее здание», дом, виноградник и 8 акров земли.
В 13 лет Летицию выдали замуж за 17-летнего дворянина Карло Буонапарте. 
В 1769 году остров Корсика, где проживало семейство Буонапарте, перешёл под контроль Франции, однако Летиция так и не выучила французского языка. В 1785 году она овдовела и следующие восемь лет провела в нужде. Через 8 лет, в 1793 году, когда её старшие сыновья встали на ноги,  она была вынуждена перебраться с младшими детьми на материк, в Марсель, потому что на Корсике произошло Второе восстание Паоли.
После коронации (на которой она присутствовать не пожелала) Наполеон даровал матери специально учреждённый для неё титул «Мадам Мать Императора» (фр. Madame Mère de l’Empereur) и подарил имение Пон-сюр-Сен под Парижем. Мария Летиция Рамолино осталась в истории единственным носителем этого титула. Прожившая 8 лет на грани нищеты, она, несмотря на полученное благодаря сыну огромное состояние, отличалась бережливостью, мало интересовалась политикой и редко бывала при дворе. Будучи набожной верующей католичкой, вместе со своим единоутробным братом Жозефом Фешем, которого Наполеон сделал архиепископом Лионским, поддерживала католическую церковь и защищала интересы Папы Римского. Её избранный круг общения составляли несколько корсиканцев, в том числе находившийся в отставке генерал и сенатор Рафаэль де Казабьянка. 
Существует исторический анекдот о том, как император Наполеон однажды спросил у Мадам Мать о причинах её чрезмерной бережливости, на что она будто бы ответила, что копит деньги на тот день, когда на её попечении разом останется несколько королей и королев, имея в виду своих сыновей и дочерей.
После свержения сына Мария Летиция вместе со своим братом, кардиналом Фешем, уехала в Рим, где Папа Римский предложил ей с братом  покровительство в благодарность за аналогичную поддержку, оказанную ими прежде ему самому. В Риме, на пьяцца (площади) Венеция, во дворце,  получившем в её честь название Палаццо Бонапарте, Летиция провела остаток жизни. Активно поддерживала находившегося в ссылке на острове Святой Елены Наполеона, в частности, именно по её рекомендации к нему был прислан доктор Антоммарки. Скончалась 2 февраля 1836 года, в возрасте 85 лет. После смерти была похоронена в Италии. Во времена правления Наполеона III по его приказу её останки были перевезены в Аяччо в семейную часовню Бонапартов.

## Семья и дети
Замужем со 2 июня 1764 за Карло Буонапарте. У них родилось 13 детей, из которых до зрелого возраста дожили 5 сыновей и 3 дочери:
1. Наполеоне Бонапарте (1764/1765 — 17 августа 1765)
2. Мария Анна Бонапарт (3 января 1767 — 1 января, 1768)
3. Жозеф Бонапарт (ит. Джузеппе) (7 января 1768 — 28 июля, 1844),  король Неаполя, позже король Испании.
4. Наполеон I (ит. Наполеоне) (15 августа 1769 — 5 мая 1821), император французов и король Италии.
5. Мария Анна Бонапарт (14 июля 1771 — 23 ноября, 1771)
6. Люсьен Бонапарт (ит. Лучано) (21 мая 1775 — 29 июня, 1840), князь Канино и Музиньяно.
7. Элиза Бонапарт (ит. Мария-Анна-Элиза) (13 января 1777 — 7 августа 1820),  великая герцогиня Тосканская, супруга дивизионного генерала Первой империи и владетельного князя Лукки и Пьомбино Феликса Паскаля Бачиокки (1762—1841)
8. Луи Бонапарт (ит. Луиджи) (2 сентября 1778 — 25 июля, 1844), король Голландии, муж Гортензии Богарне (дочери Жозефины Богарне), отец Наполеона III, императора французов 1852-1870.
9. Полина Бонапарт (ит. Мария-Паола) (20 октября 1780 — 9 июня 1825),  герцогиня Гвасталлы, супруга князя ди Сульмона и Россано Камилло Боргезе (1775—1832)
10. Каролина Бонапарт (ит. Мария-Нунциата-Каролина) (24 марта 1782 — 18 мая, 1839),  великая герцогиня Клевская и Бергская, королева Неаполитанская, супруга Иоахима Мюрата (1767—1815), маршала империи, преемника Жозефа Бонапарта на неаполитанском троне.
11. Жером Бонапарт (ит. Джироламо) (15 ноября 1784 — 24 июня, 1860), король Вестфалии.

## Образ в кино
- «Наполеон» (немой, Франция, 1927) — актриса Эжени Бюффе[англ.]
- «Сто дней[нем.]» (Германия, Италия, 1935) — актриса Элза Вагнер
- «Майское поле» (Италия, 1936) — актриса Эмилия Варини
- Так закончилась любовь[нем.] (Германия, 1934) — актриса Мария Коппенхёфер[нем.]
- «Завоевание[англ.]» (США, 1937) — актриса Мэй Уитти
- «Королевский развод[англ.]» (Великобритания, 1938) — актриса Ориоль Ли[англ.]
- «Святая Елена, маленький остров[итал.]» (Италия, 1943) — актриса Мерседес Бриньоне[итал.]
- «Дезире: любовь императора Франции[англ.]» (США, 1954) — актриса Кэтлин Несбитт
- «Наполеон: путь к вершине» (Франция, Италия, 1955) — актриса Мария Фавелла
- «Битва при Аустерлице» (Франция, Италия, Югославия, 1960) — актриса Эльвира Попеску
- «Имперская Венера» (Италия, Франция, 1962) — актриса Лилла Бриньоне
- «Наполеон» (Франция, Канада, 2002) — актриса Анук Эме